# Alloteratura xiphidiopsis
Alloteratura xiphidiopsis är en insektsart som först beskrevs av Heinrich Hugo Karny 1920.  Alloteratura xiphidiopsis ingår i släktet Alloteratura och familjen vårtbitare. Inga underarter finns listade i Catalogue of Life.